# Inyoit
Inyoit ist ein selten vorkommendes Mineral aus der Mineralklasse der „Borate“ mit der chemischen Zusammensetzung Ca[B3O3(OH)5]·4H2O und damit chemisch gesehen ein wasserhaltiges, basisches Calciumborat.
Inyoit kristallisiert im monoklinen Kristallsystem und entwickelt meist tafelige bis kurzprismatische Kristalle und grob sphärolithische oder hahnenkammähnliche Mineral-Aggregate mit glasähnlichem Glanz auf den Oberflächen. Frische Mineralproben sind farblos und durchsichtig. Durch vielfache Lichtbrechung aufgrund von polykristalliner Ausbildung oder wenn Anteile des Kristallwassers durch Dehydratation verloren gehen, kann Inyoit aber auch durchscheinend weiß sein.
Mit einer Mohshärte von 2 gehört Inyoit zu den weichen Mineralen, die sich ähnlich wie das Referenzmineral Gips mit dem Fingernagel ritzen lassen.

## Etymologie und Geschichte

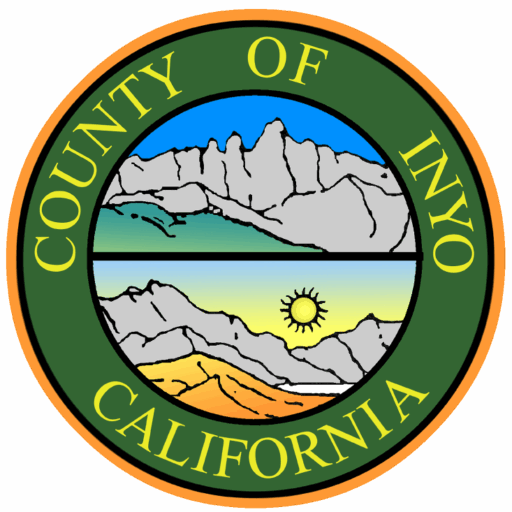
Siegel des Inyo County, Kalifornien

Erstmals entdeckt wurde Inyoit in der „Mount Blanco Mine“ am Mount Blanco (Black Mountains) im Inyo County des US-Bundesstaates Kalifornien. Die Erstbeschreibung erfolgte 1914 durch Waldemar Theodore Schaller, der das Mineral nach seiner Typlokalität (County) benannte.
Da der Inyoit bereits lange vor der Gründung der International Mineralogical Association (IMA) bekannt und als eigenständige Mineralart anerkannt war, wurde dies von ihrer Commission on New Minerals, Nomenclature and Classification (CNMNC) übernommen und bezeichnet den Inyoit als sogenanntes „grandfathered“ (G) Mineral. Die ebenfalls von der IMA/CNMNC anerkannte Kurzbezeichnung (auch Mineral-Symbol) von Inyoit lautet „Iyo“.
Das Typmaterial des Minerals wird im National Museum of Natural History (NMNH) unter den Katalog-Nummern 087237 und 093639 aufbewahrt.

## Klassifikation
In der veralteten 8. Auflage der Mineralsystematik nach Strunz gehörte der Inyoit zur gemeinsamen Mineralklasse der „Carbonate, Nitrate und Borate“ und dort zur Abteilung der „Gruppenborate“, wo er zusammen mit Inderborit, Inderit, Kurnakovit und Meyerhofferit sowie im Anhang mit Ameghinit die „Inderit-Meyerhofferit-Gruppe“ mit der System-Nr. Vc/B.04 bildete.
Im zuletzt 2018 überarbeiteten und aktualisierten Lapis-Mineralienverzeichnis nach Stefan Weiß, das sich aus Rücksicht auf private Sammler und institutionelle Sammlungen noch nach dieser alten Form der Systematik von Karl Hugo Strunz richtet, erhielt das Mineral die System- und Mineral-Nr. V/H.06-050. In der „Lapis-Systematik“ entspricht dies ebenfalls der Abteilung „Gruppenborate“, wo Inyoit zusammen mit Inderborit, Inderit, Kurnakovit, Meyerhofferit und Solongoit die unbenannte Gruppe V/H.06 bildet.
Die von der International Mineralogical Association (IMA) zuletzt 2009 aktualisierte 9. Auflage der Strunz’schen Mineralsystematik ordnet den Inyoit in die neu definierte Klasse der „Borate“ und dort in die Abteilung der „Triborate“ ein. Diese ist weiter unterteilt nach der Boratstruktur, so dass das Mineral entsprechend seinem Aufbau in der Unterabteilung „Insel-Triborate (Neso-Triborate)“ zu finden ist, wo es als einziges Mitglied die unbenannte Gruppe 6.CA.35 bildet.
Die vorwiegend im englischen Sprachraum gebräuchliche Systematik der Minerale nach Dana ordnet den Inyoit wie die veraltete Strunz’sche Systematik in die gemeinsame Klasse der „Carbonate, Nitrate und Borate“ und dort in die Abteilung der „Wasserhaltige Borate mit Hydroxyl oder Halogen“ ein. Hier ist er zusammen mit Inderborit und Inderit in der unbenannten Gruppe 26.03.01 innerhalb der Unterabteilung „Wasserhaltige Borate mit Hydroxyl oder Halogen“ zu finden.

## Kristallstruktur
Inyoit kristallisiert monoklin in der Raumgruppe P21/a (Raumgruppen-Nr. 14, Stellung 3) mit den Gitterparametern a = 10,53 Å; b = 12,07 Å; c = 8,41 Å und β = 112,9° sowie vier Formeleinheiten pro Elementarzelle.

## Eigenschaften
Das Mineral ist einerseits wasserlöslich und verliert andererseits in trockener Luft sein Kristallwasser. Mineralproben von Anyoit sollten daher zum Schutz vor Zerstörung in luftdichten Behältern aufbewahrt werden.

## Bildung und Fundorte

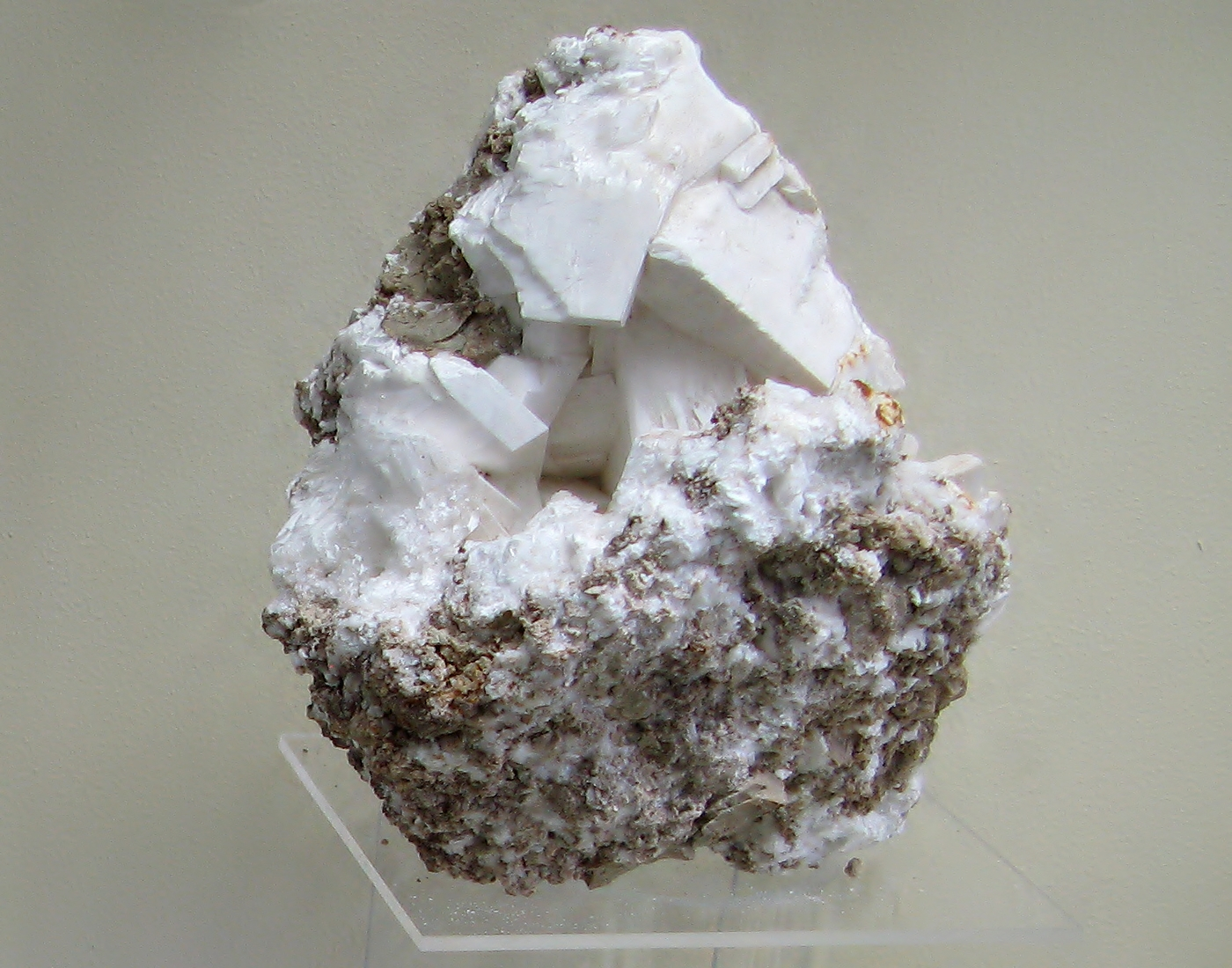
Durch Wasserverlust weiß gewordener Inyoit (Ausgestellt im Mineralogischen Museum Bonn)

Inyoit bildet sich sedimentär in Bor-Lagerstätten, wo er meist mit anderen Boraten wie unter anderem Colemanit, Hydroboracit, Meyerhofferit, Priceit und Ulexit, auch mit dem Sulfat Gips vergesellschaftet auftritt.
Als seltene Mineralbildung konnte Inyoit nur an wenigen Fundorten nachgewiesen werden, wobei weltweit bisher rund 30 Fundorte dokumentiert sind (Stand 2023). Neben seiner Typlokalität Mount Blanco trat das Mineral in den Vereinigten Staaten noch im ebenfalls in den Black Mountains gelegenen Corkscrew Canyon und im „Oliver claim“ bei Ryan sowie bei Furnace Creek im Inyo County; die Boratlagerstätten bzw. der Borax-Tagebau nahe Boron im Kern County und im Bergwerk Iron Mountain im Shasta County von Kalifornien zutage.
Bekannt aufgrund außergewöhnlicher Inyoitfunde sind unter anderem Kirka und Emet in der Türkei, wo tafelige Kristalle von bis zu 10 Zentimeter Länge gefunden wurden.
Weitere Fundorte liegen unter anderem in Argentinien, China, Japan, Kanada, Kasachstan, Peru und Russland.